# Kanton Herbault
Kanton Herbault (francouzsky Canton d'Herbault) je francouzský kanton v departementu Loir-et-Cher v regionu Centre-Val de Loire. Tvoří ho 21 obcí.

## Obce kantonu
- Averdon
- Chambon-sur-Cisse
- Champigny-en-Beauce
- La Chapelle-Vendômoise
- Chouzy-sur-Cisse
- Coulanges
- Françay
- Herbault
- Lancôme
- Landes-le-Gaulois
- Mesland
- Molineuf
- Monteaux
- Onzain
- Orchaise
- Saint-Cyr-du-Gault
- Saint-Étienne-des-Guérets
- Santenay
- Seillac
- Veuves
- Villefrancœur